# 歌台

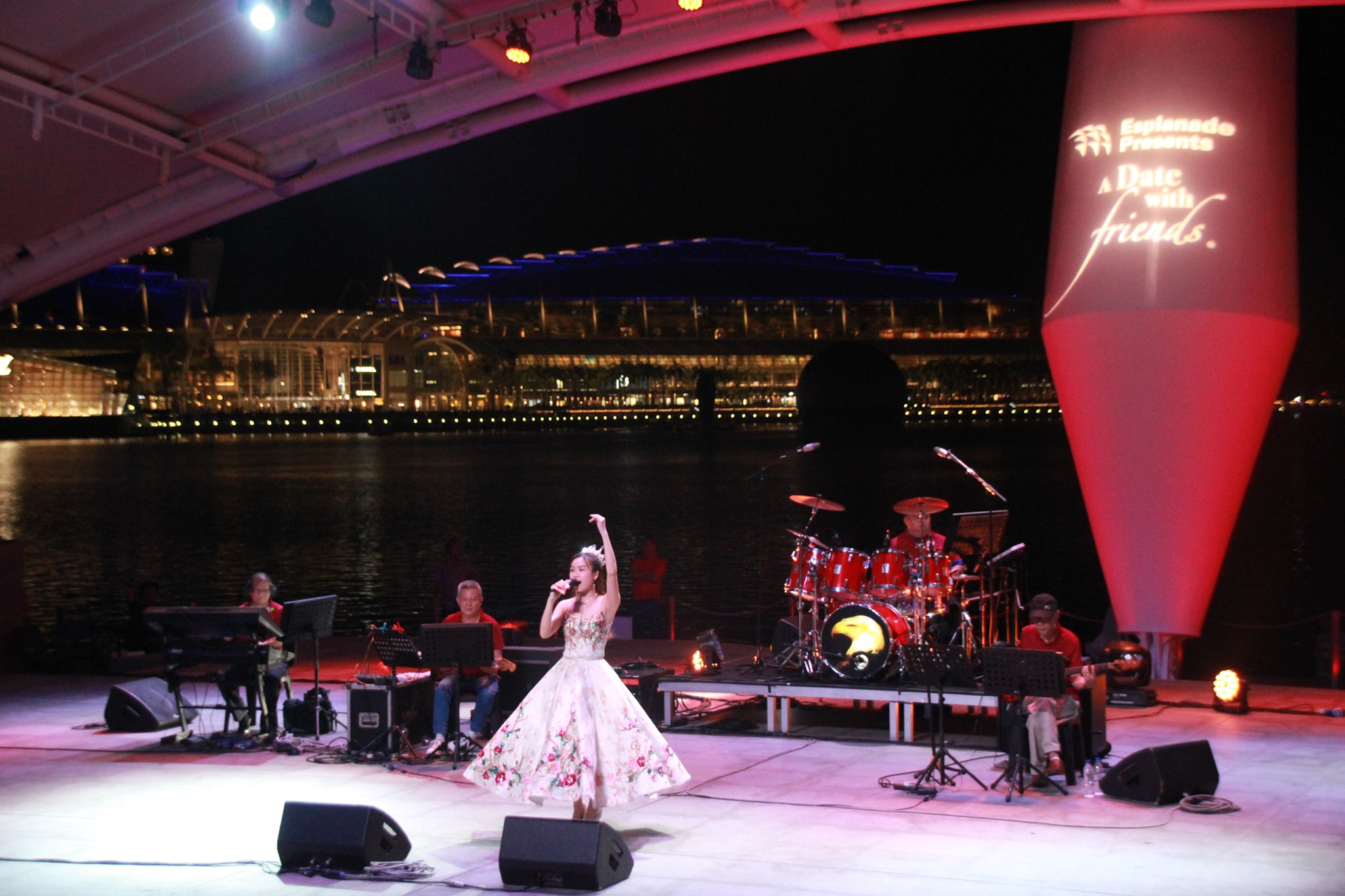
歌台现场表演

歌台是一种现场舞台表演，通常在中元节以及中国神祇诞辰举行。歌台演出通常从晚上7点半持续到10点以后，常见于新加坡、马来西亚和印度尼西亚的部分地区（主要在廖内省、廖内群岛和北苏门答腊省）。

## 发展历史
最早的歌台表演可以追溯到20世纪40年代的日本占领时期，随着二战后经济形势的繁荣，到了1970年代，歌台已成为一种流行娱乐形式。随着社会潮流和科技发展，舞台设计多年来也展现出重大变化，例如更先进的音响系统和LED显示屏等设备。
尽管如此，进入21世纪，歌台行业在新加坡仍然受到当局施加的限制，例如因包含暴露服装、色情舞蹈和变装秀而遭到审查。此外，随着为新加坡人口建造的组屋区不断增加，这些区域内的演出场地数量逐年锐减，使得歌台表演越来越难以找到合适的场地。